# Alexander Pope
Alexander Pope (født 21. maj 1688, død 30. maj 1744 Twickenham, England) var en engelsk digter, der var kendt for sine velformede, ofte satiriske vers.
Da hans forældre var katolske, var han afskåret fra at modtage undervisning på Englands protestantiske universiteter, hvorfor en stor del af hans viden blev erhvervet på egen hånd. På grund af tuberkulose i knoglerne blev han ikke højere end 137 cm og led livet igennem af en voldsom hovedpine. Dette var måske en del af forklaringen på hans hypersensitive og ofte irritable gemyt. Dog havde han længerevarende og varme venskaber med forfatterne Jonathan Swift og John Gay.
Alexander Pope blev født i London. Han var søn af en velstående katolsk købmand, der omtrent på den tid, da sønnen blev født, trak sig tilbage fra forretningerne og bosatte sig i Binfield ved udkanten af Windsor-skoven. Her voksede sønnen op, uden regelmæssig skolegang, dels fordi det var vanskeligt at finde en katolsk skole, dels fordi han, der fra fødselen af var sygelig og forvokset, helst holdt sig hjemme. Han blev derfor et stuemenneske, og hans liv er meget fattigt på ydre tildragelser; han lever sammen med sine forældre indtil deres død, hvorefter han køber en villa i Twickenham og bor der til sin død.
Men det stille liv giver ham rig lejlighed både til studiet af de klassiske digtere, til kritisk betragtning af sin samtid og til filosofiske og moralske overvejelser. Rytmer og rim melder sig tidlig hos ham, og allerede i 12 års alderen skriver han sin Ode on Solitude ("Ode til ensomheden"). Han træder dog først frem for offentligheden i 1709, da han til en samling Poetical Miscellanies med bidrag fra forskellige forfattere leverede sine Pastorals, samt digtet "January and May", en bearbejdelse af Chaucers Merchant’s Tale, rimeligvis fremkaldt ved John Drydens bearbejdelser af denne art.
I 1711, da Pope er 23 år gammel, udkommer hans Essay on Criticism. Dette digt om digtekunsten er vel nærmest en studie efter Boileaus Art Poetique, og betragtningerne er i det hele af samme art, men Popes bemærkninger om samtidige engelske digtere er træffende. Året efter, 1712, kommer det komiske heltedigt The Rape of the Lock i en poetisk samling (1714 udkommer det særskilt i sin endelige form). Det behandler en virkelig begivenhed fra den fornemme verden. En Lord havde i selskab fordristet sig til at klippe en lok af en smuk dames hår, hvilken forbrydelse vakte megen strid. Pope behandlede nu dette emne på den graciøseste måde i smag med de gamle heltedigte; han lader en verden af sylfider og feer forsvare lokken og tage del i dens skæbne.
1713 kommer Windsor Forest, der dog kun af navn er naturbeskrivende, Pope er alt for udpræget stuemenneske til at kunne få blik for anden natur end den af kunsten arrangerede. The Wife of Bath (1714) og The Temple of Fame (1715) er begge bearbejdelser efter Chaucer. Epistle from Eloïsa to Abélard (1717) udmærker sig ved sit ualmindelig smukke udtryk for Eloïsas lidenskab.
Ved siden af disse digte tager Pope livlig del i alle tidens litterære stridigheder og viser sig som en bitter og voldsom satiriker; hans hovedværk på dette område er The Dunciad (1728), senere forøget og forsynet med noter og indledning af Martinus Scriblerus; dette digt blev et rent oplagssted for al Popes bitterhed mod samtidige forfattere.
Fra en mere tiltalende side ser vi Pope i hans store religiøs-moralske digt Essay on Man (1732—34), skrevet under indflydelse af Bolingbroke. Til dette digt slutter sig Moral Essays (1732—35), der behandler forskellige moralske emner. Det hele danner en art poetisk deismens Bibel, der i elegante vers opbygger fornuftens religion. Digtet blev meget berømt, endogså sat ved siden af Bibelen. I Danmark udkom den første danske oversættelse i 1759 under titlen Forsøg om Mennesket i 4 Breve til Lord Bolingbroke oversat af Carl Christian Lous. Hans oversættelse påkaldte sig Jens Schielderup Sneedorffs opmærksomhed og han skrev nogle kommentarer til det (udgivet posthumt i Samling af Professor Sneedorffs smaa Skrifter i 1770). Lous tog Sneedorffs kommentarer til sig og i 1776 udkom Andet med Flid forbedret Oplag af hans oversættelse. Forfatteren Tyge Rothe, som også var ud af den soranske oplysningsskole, udgav i 1779 det aldrig færdiggjorte digt Udsigter over Menneskets Bestemmelse med stærk inspiration fra Popes Essay on Man.
Af betydelig interesse, især for forståelsen af Popes personlighed, er digte som: Epistle on Taste (1731), Imitations of Horace (1733—37), Epistle to Arbuthnot (1735), samt hans Correspondence. Popes berømmelse i samtiden hvilede imidlertid for en stor del på hans oversættelser, ligesom, det også var dem, der gjorde ham til en rig mand. Især kan her fremhæves hans oversættelse af Iliaden 1715—20, der indbragte ham 5000 £ sterling, samt af Odysseen 1723—25 (sammen med et par samtidige digtere af ringe betydning), for hvilken han for sin del fik 3500 £ sterling. Betegnende er det, at han oversætter disse værker i det heroiske versemål, som han beherskede til fuldkommenhed, men som kun passer slet til Homers heksametre. Endnu kan nævnes, at Pope 1725 udgav Shakespeares værker, en i filologisk henseende tarvelig udgave, der kun betalte sig slet, men måske dog bidrog til at vække interessen for Shakespeare.
Pope er sin tids betydeligste digter; uden at være nogen fremragende ånd udmærker han sig ved sin klare forstand og bliver derfor repræsentant for den klassiske smags kulmination i England. Følelse findes kun sjælden i hans digtning, undtagen som satirisk bitterhed og had: men den udmærker sig ved sin klare, velordnede forstandighed. Hans versemål er derfor også overalt tidens klassiske vers, det heroiske, der i sine parvis rimede linjer skarpt og bestemt kan fastslå læredigtets sætninger.

## Ekstern henvisning
- Kalliope